# Sahms
Sahms ist eine Gemeinde im Kreis Herzogtum Lauenburg in Schleswig-Holstein.

## Geographie
Der Ort liegt etwa 5 km nordöstlich von Schwarzenbek am Fluss Steinau.

## Geschichte
Das Dorf wurde im Jahr 1230 im Ratzeburger Zehntregister zum ersten Mal urkundlich erwähnt. Der Name Sahms entstand aus der slawischen Benennung Sabenize ("Froschbach"). Wie steinzeitliche Funde belegen gab es hier bereits zu weit früheren Zeiten Ansiedlungen.
Das Dorf Sahms gehört zum Gut Lanken. Wird dann von dessen Besitzer mit den Dörfern Elmenhorst und Groß Pampau an den Herzog von Holstein verpfändet und gehört somit von 1459 bis 1736 zum Amt Trittau. Danach kommen die Dörfer zum Herzogtum Lauenburg zurück.
Verkehrstechnisch war Sahms für die Verbindung Mölln – Schwarzenbek wichtig, weil hier die Furt durch die Steinau führte.
Im Jahre 1876 verlor der Adel die Gerichtsbarkeit, und es erfolgte die Einteilung in Amtsbezirke. Sahms gehörte dann zum Amtsbezirk Wotersen.
Am 1. April 1939 erfolgte die Eingliederung von Groß Pampau nach Sahms. Groß Pampau wurde nach dem Krieg wieder selbständig. Seit 1948 gehört die Gemeinde zum Amt Schwarzenbek-Land.

## Politik

### Gemeindevertretung
Bei der Kommunalwahl 2023 errang die Freie Wählergemeinschaft Sahms Dahmker erneut alle neun Sitze in der Gemeindevertretung. Die Wahlbeteiligung betrug 61,5 Prozent.

### Wappen
Blasonierung: „Von Gold und Silber durch einen breiten blauen Wellenbalken geteilt. Oben ein grüner Frosch, unten ein liegender roter Schlüssel mit dem Griff nach links und dem Bart nach unten.“

## Sehenswürdigkeiten
In der Liste der Kulturdenkmale in Sahms stehen die in der Denkmalliste des Landes Schleswig-Holstein eingetragenen Kulturdenkmale.

## Persönlichkeiten
1944 floh Friedrich Karl Waechter, der unter anderem den Anti-Struwwelpeter geschrieben hat, als Kind mit seiner Familie über die Ostsee nach Warnemünde und dann nach Sahms, wo er bis 1952 lebte.